# Moskwa (nazwisko)
Moskwa – nazwisko używane w Polsce.
Według stanu na 1 lutego 2021 w Polsce, w systemie PESEL figurowało 4333 osób żyjących o nazwisku „Moskwa”, w tym 2116 mężczyzn i 2217 kobiet.
Znane postaci noszące nazwisko „Moskwa”:
- Jacek Moskwa - dziennikarz, korespondent TVP w Watykanie
- Kazimierz Moskwa – ujednoznacznienie
- Leopold Moskwa – prawnik
- Robert Moskwa – aktor, znany szerszej publiczności jako doktor Artur Rogowski w serialu M jak miłość
- Stefan Moskwa – duchowny katolicki, biskup pomocniczy przemyski
- Paweł Moskwa – polski poeta, rysownik, dziennikarz, major lotnictwa wojskowego